# Các đường Blaschko
Các đường Blaschko, còn được gọi là đường Blaschko, được đặt tên theo Alfred Blaschko, là những đường tế bào phát triển bình thường trong da. Những đường này là vô hình trong điều kiện bình thường. Là một loại bệnh cực kỳ hiếm do đột biến gen. Trên da người bệnh xuất hiện những viền sọc không hề nối với hệ thần kinh, cơ bắp hay huyết mạch. Thông thường những đường viền này có hình chữ "V" trên lưng và chữ "S" trên cổ, bụng và các phần cơ thể bên dưới khác.
Các đường Blaschko này được các nhà khoa học cho là phát sinh trong các tế bào phôi thai. Theo đó, Đường Blaschko là một loại thể khảm, có thể di truyền được. Các đường này có thể được quan sát thấy ở các động vật khác ngoài con người như mèo và chó.

## Lịch sử tìm ra

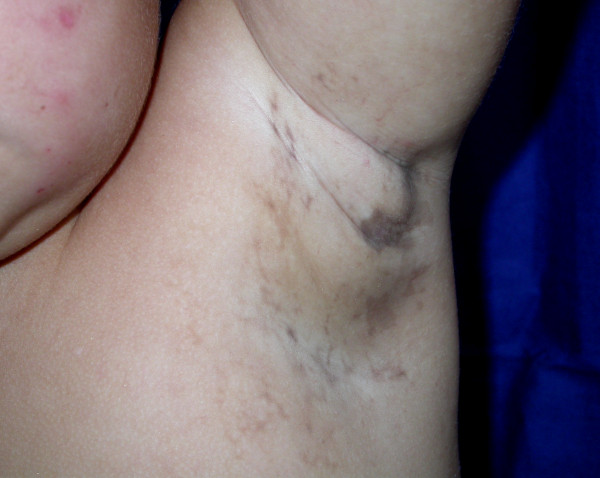
Các đường Blaschko trêb người một bé gái 3 tuổi.

Năm 1901, tại đại hội lần thứ 7 hội Da liễu Đức, Alfred Blaschko, một bác sĩ da liễu người Đức đã báo cáo một số bệnh da có thương tổn hình dải không tuân theo các đường giải phẫu đã biết trước đó. Phát hiện của ông dựa trên quan sát trên 140 bệnh nhân mắc các bệnh da mắc phải hoặc bẩm sinh. Từ các quan sát của mình, ông vẽ được các đường mà các thương tổn của các bệnh da đó có thể đi qua, hình vẽ của ông bao phủ toàn bộ thân mình và tứ chi nhưng còn thiếu phần đầu do chưa có đủ số liệu.
Hàng chục năm sau đó, do thiếu các kỹ thuật nghiên cứu tiên tiến mà Blaschko cũng như các nhà khoa học khác không giải thích được tại sao các thương tổn do lại đi theo hình dải như vậy. Có nhiều giả thuyết đã được đưa ra nhưng không có giả thuyết nào được chứng minh.
Năm 1976, Jackson viết 1 bài tổng quan về các thương tổn mà Blaschko mô tả và thuật ngữ các đường Blaschko (Blaschko’s lines) chính thức ra đời, được chấp nhận rộng rãi trong chuyên ngành Da liễu. Jackson đã tổng kết nhiều giả thuyết và cho rằng giả thuyết các đường Blaschko do sự phát triển của các tế bào thượng bì trong bào thai là hợp lý nhất.
Năm 1985, Happe đã tổng kết một số ca bệnh mà thương tổn đi theo các đường Blaschko và chứng minh được các đường này thể hiện sự phát triển trải rộng của các tế bào thượng bì từ nguồn gốc của chúng ở 2 bên tấm thần kinh nguyên thủy. Ông cũng bổ sung vào danh sách các đường Blachko ở trên da đầu.